# Moses (Michelangelo)

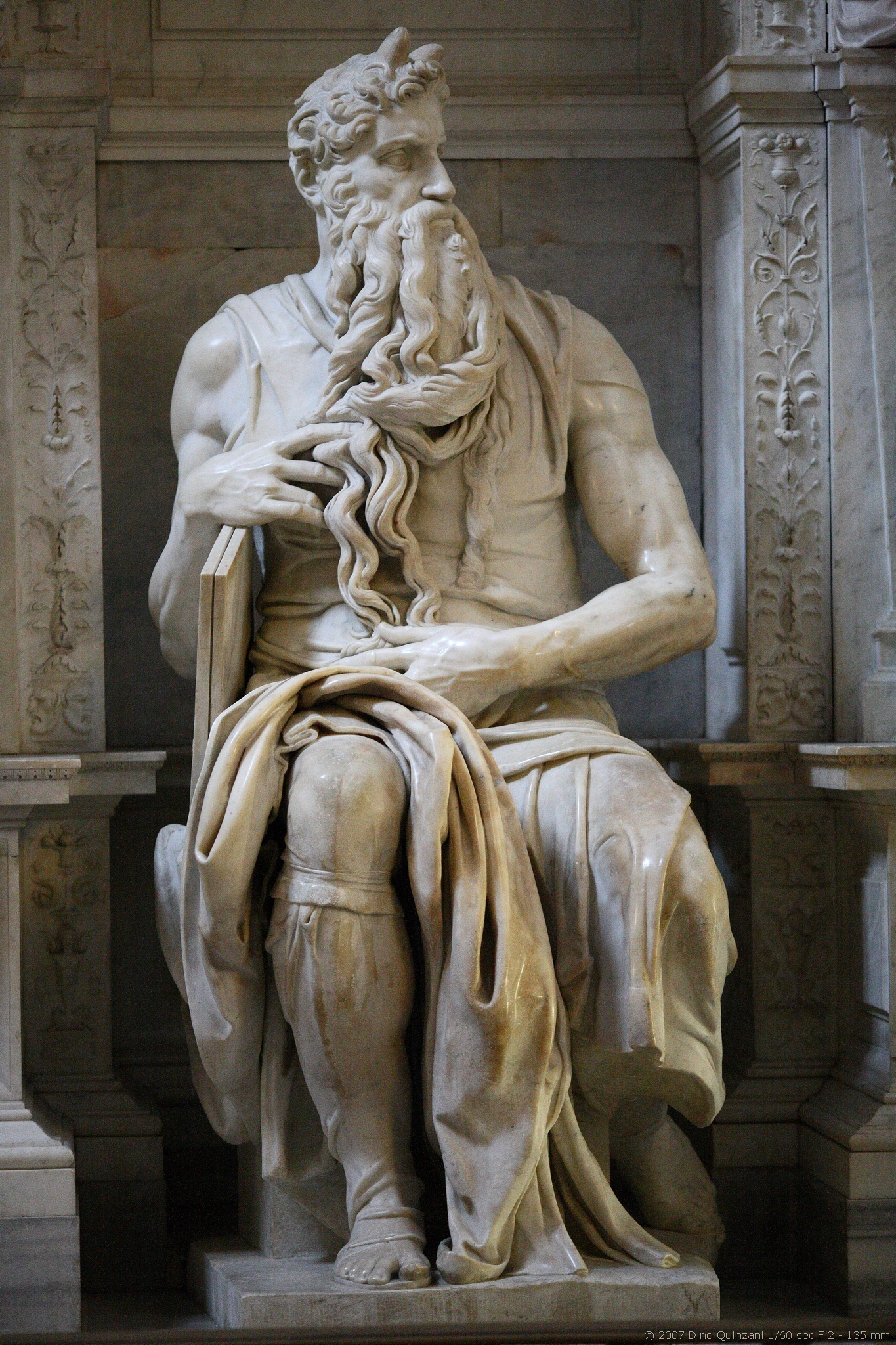
Moses von Michelangelo

Der Moses von Michelangelo (1475–1564), zwischen 1513 und 1515 in Rom entstanden, gehört zu den bedeutendsten Monumentalstatuen der Hochrenaissance. Die 235 cm hohe Skulptur befindet sich in der Kirche San Pietro in Vincoli in Rom. Sie nimmt im Juliusgrabmal eine zentrale Stellung ein.

## Beschreibung

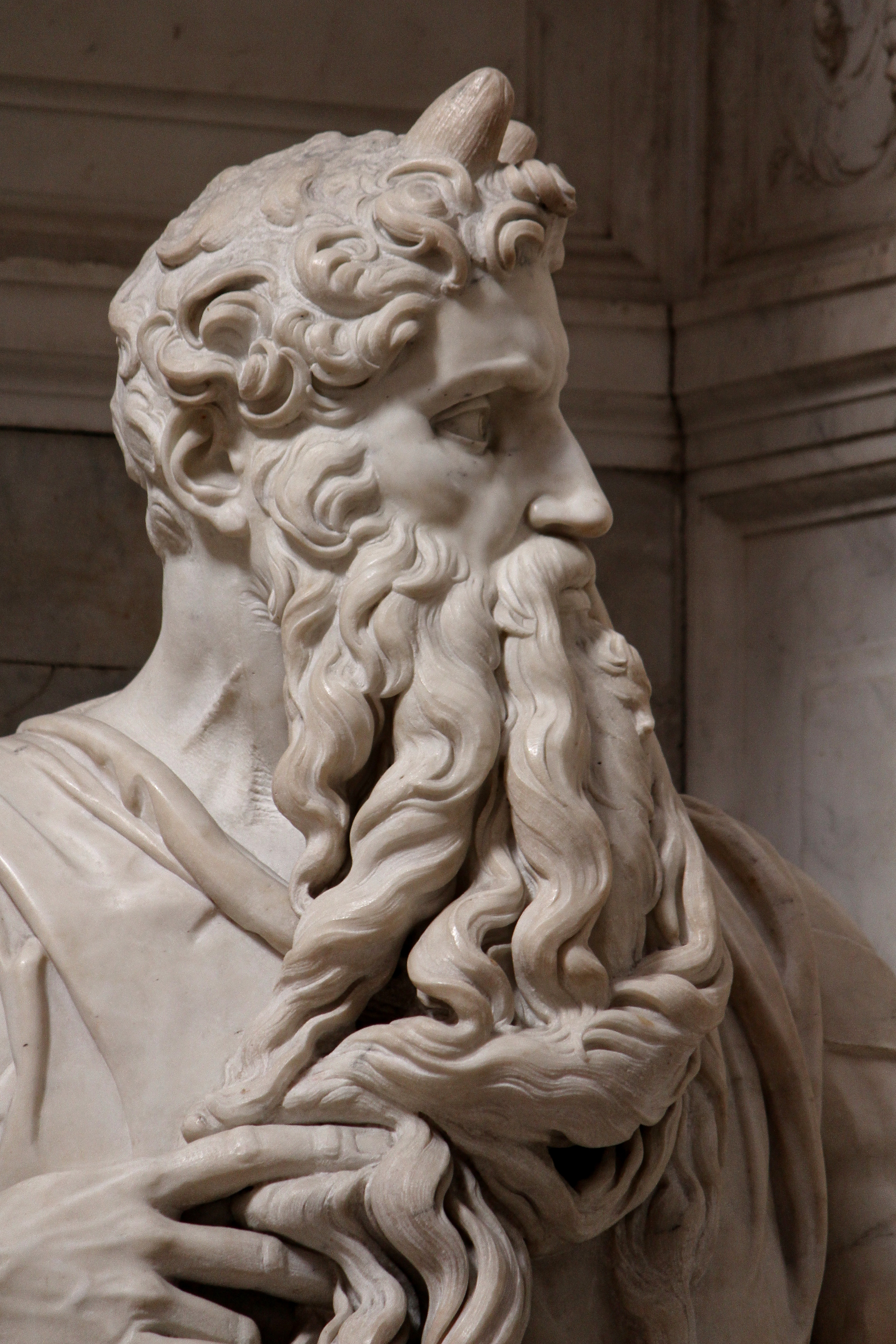
Detail

Moses, der seine rechte Hand auf die Gesetzestafeln stützt, mit drei Fingern die Mitte seines Bartes fassend, und mit seiner Linken dessen Ende berührend, wird von Michelangelo in jenem Moment dargestellt, in dem er sich kurz nach seinem Abstieg vom Berg Sinai befunden haben muss. Nach seinem Abstieg traf er zu seinem großen Missfallen sein Volk beim Tanz um das Goldene Kalb an (Ex 32,15–20 ). Seine von einem grimmigen Blick begleitete Körperwendung nach links suggeriert daher, Moses würde sich im nächsten Moment aufrichten, um vor seinem Volk die Gesetzestafeln auf dem Boden zu zerschmettern zum Zeichen dafür, dass es das göttliche Bilderverbot übertreten hatte. Die Statue ist mit einer Tunika bekleidet und hat zwei Hörner auf dem Kopf. Diese verdanken sich einer irreführenden Übersetzung der Vulgata. Das hebräische Wort „qāran“ קָרַן (hier wohl „strahlend“) wurde in der lateinischen Vulgata mit „cornuta“ („gehörnt“) übersetzt.

## Entstehungsgeschichte
Die Figur des Moses war in den ersten Plänen des Juliusgrabmals von 1505 vielleicht schon vorgesehen, kam aber erst nach dem zweiten Entwurf nach dem Tod von Papst Julius II. 1513 zur Ausführung. Wahrscheinlich war sie 1515 fertiggestellt, worauf ein Brief Michelangelos vom 16. Juni 1515 hinweisen könnte. Als Standort der Skulptur war offenbar von Anfang an eine Figurennische vorgesehen, so dass der Moses nicht von allen Seiten sichtbar aufgestellt wurde. Im zweiten von insgesamt fünf Projekten erscheint die Figur im Obergeschoss des Grabmals. Als das Grabmal schließlich 1545 in San Pietro in Vincoli aufgestellt wurde, erhielt Moses seinen Platz an zentraler Stelle im Untergeschoss.

## Bewertung

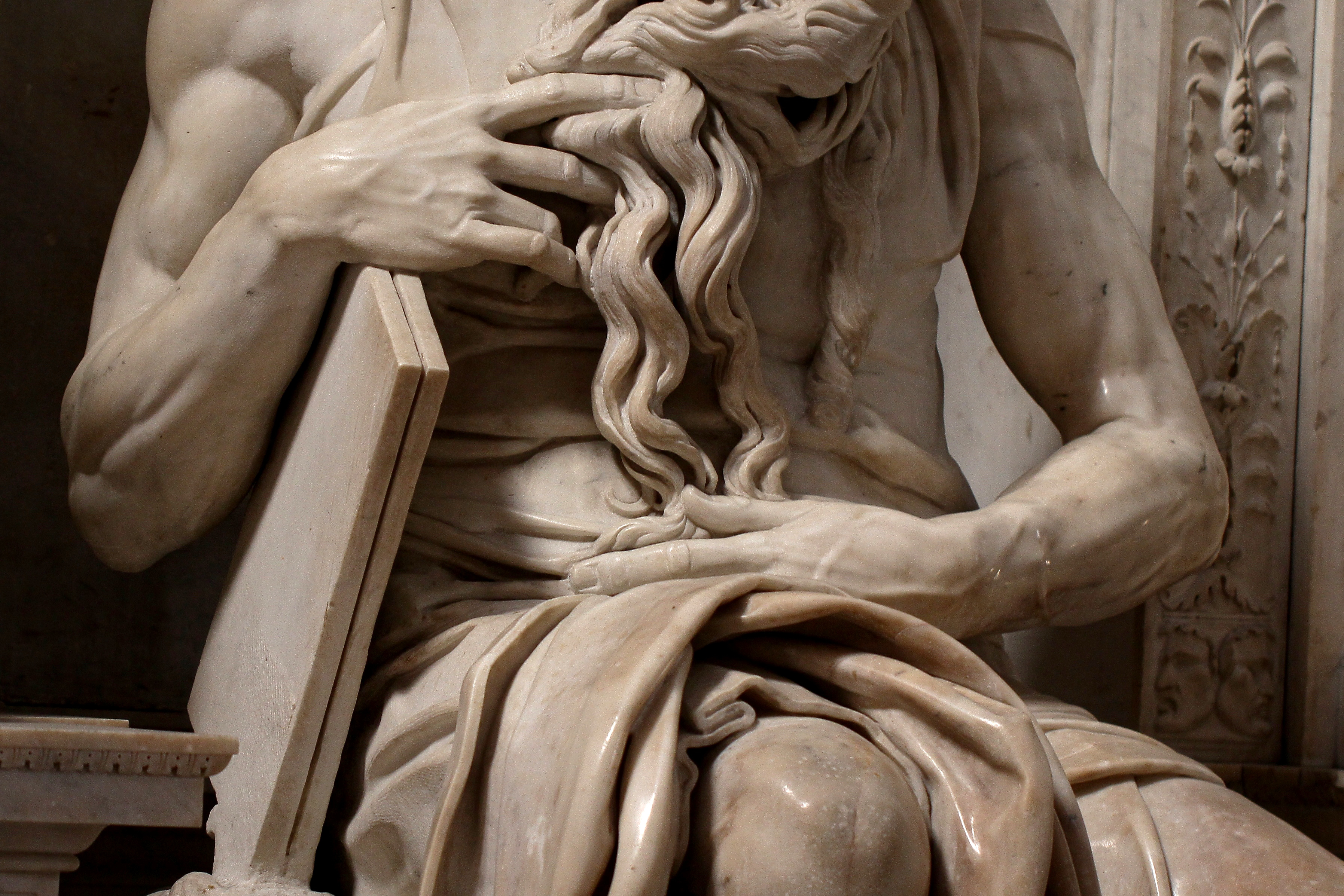
Detail

Michelangelos Skulptur hat im Laufe der Jahrhunderte zu vielfältigen Deutungen Anlass gegeben. Giorgio Vasaris begeisterte Interpretation im dritten Band seiner Künstlerbiographien (Le vite de’ più eccellenti pittori, scultori e architettori) zählt bis heute zu den berühmtesten Beschreibungen der Kunstgeschichte.

„Er (Michelangelo) vollendete den fünf Ellen hohen Moses aus Marmor, eine Statue, der kein modernes Werk an Schönheit je gleichkommen wird, wie es gleichermaßen von den antiken gesagt werden kann. In sitzender Position, von unsagbar würdiger Haltung, legt er einen Arm auf die Tafeln, die er in der einen Hand hält, während er sich mit der anderen in den Bart greift, der wallend und lang in einer Weise in Marmor ausgeführt ist, dass die Haare – womit die Bildhauerei große Schwierigkeiten hat – unendlich fein, flaumig weich und mit einzelnen Strähnen auf eine Weise wiedergegeben sind, dass es unmöglich scheint, wie der Meißel hier zum Pinsel wurde. In seiner Schönheit besitzt das Gesicht in der Tat die Ausstrahlung eines wahren Fürsten, heilig und gewaltig, weshalb man ihn, während man ihn betrachtet, fast um einen Schleier bitten möchte, der sein Gesicht verhüllt, so strahlend und hell leuchtend wirkt es. Und so trefflich hat er die göttliche Ausstrahlung wiedergegeben, die Gott diesem allerheiligsten Antlitz verliehen hat, darüber hinaus sind die Stoffe durchbrochen und mit einem wunderschönen Saumaufschlag vollendet, es sind die Arme mit Muskeln, die Hände mit Knochen und Nervensträngen in solcher Schönheit und Perfektion ausgeführt, auch Beine und Knie und darunter die Füße mit dem passenden Schuhwerk so gelungen, ja, er ist in allen seinen Teilen so vollendet, dass Moses sich heute mehr denn je einen Freund Gottes nennen darf, da jener seinen Körper durch Michelangelos Hände lange vor allen anderen für seine Auferstehung hat zusammenfügen und vorbereiten lassen.“

Vasaris Bitte um den Schleier bezieht sich auf eine Stelle im 2. Buch Mose (Ex 34,33–35 ) und kann als Zeugnis für das gottgleiche Wirken Michelangelos gelesen werden. So wie Gott das Antlitz Mose erstrahlen ließ und ihm damit eine Heiligkeit verlieh, ließ Michelangelo als zweiter Schöpfergott die Gesichtszüge seiner Figur vor Schönheit erstrahlen. In seiner Beschreibung der Skulptur geht Vasari so weit, den biblischen Moses mit der von Michelangelo geschaffenen Figur zu identifizieren. Er impliziert sogar, dass Michelangelo das historische Vorbild übertroffen habe, indem er behauptet, dass Michelangelo mit seiner Figur des Moses für Gott das Vorbild geschaffen habe, das so vollkommen ist, dass er es dereinst am Tag des Jüngsten Gerichts nachahmen wird, um Moses auferstehen zu lassen.
Jacob Burckhardt schreibt in seinem Cicerone:

„Seine (Moses) Arme und Hände sind von einer insofern wirklich übermenschlichen Bildung, als sie das charakteristische Leben dieser Teile auf eine Weise gesteigert sehen lassen, die in der Wirklichkeit nicht so vorkommt. Alles bloß Künstlerische wird an dieser Figur als vollkommen anerkannt, die plastischen Gegensätze der Teile, die Behandlung alles Einzelnen. Aber der Kopf will weder nach der Schädelform noch nach der Physiognomie genügen, und mit dem herrlich behandelten Bart, dem die alte Kunst nichts Ähnliches an die Seite zu stellen hat, werden doch gar zu viele Umstände gemacht; der berühmte linke Arm hat im Grunde nichts andres zu tun, als diesen Bart an den Leib zu drücken.“

In seiner Schrift Moses und Michelangelo von 1914 fragt sich Sigmund Freud, ob Michelangelo in seinem Moses ein „zeitloses Charakter- und Stimmungsbild“ schaffen wollte oder den Helden in einem bestimmten, dann aber höchst bedeutsamen Moment seines Lebens dargestellt hat. Er zitiert zahlreiche Kunsthistoriker und Bildhauer, darunter J. Burckhardt, Anton Springer, Heinrich Wölfflin, Dupaty, Guillaume, Müntz, Wilhelm Lübke, Ernst Steinmann, Henry Thode, Carl Justi und aus dem Leben Michelangelo’s von Herman Grimm:

„Eine Hoheit erfüllt diese Gestalt, ein Selbstbewußtsein, ein Gefühl, als stünden diesem Manne die Donner des Himmels zu Gebote, doch er bezwänge sich, ehe er sie entfesselte, erwartend, ob die Feinde, die er vernichten will, ihn anzugreifen wagten. Er sitzt da, als wollte er eben aufspringen, das Haupt stolz aus den Schultern in die Höhe gereckt, mit der Hand, unter deren Arme die Gesetzestafeln ruhen, in den Bart greifend, der in schweren Strömen auf die Brust sinkt, mit weit atmenden Nüstern und mit einem Munde, auf dessen Lippen die Worte zu zittern scheinen.“

Am Ende seiner Ausführungen kommt Freud zur Schlussfolgerung:

„Michelangelo hat an das Grabdenkmal des Papstes einen anderen Moses hingesetzt, welcher dem historischen oder traditionellen Moses überlegen ist. Er hat das Motiv der zerbrochenen Gesetzestafeln umgearbeitet, er läßt sie nicht durch den Zorn Moses’ zerbrechen, sondern diesen Zorn durch die Drohung, daß sie zerbrechen könnten, beschwichtigen oder wenigstens auf dem Wege zur Handlung hemmen. Damit hat er etwas Neues, Übermenschliches in die Figur des Moses gelegt, und die gewaltige Körpermasse und kraftstrotzende Muskulatur der Gestalt wird nur zum leiblichen Ausdrucksmittel für die höchste psychische Leistung, die einem Menschen möglich ist, für das Niederringen der eigenen Leidenschaft zugunsten und im Auftrage einer Bestimmung, der man sich geweiht hat.“